# Віола (фабрика)
ПРИВАТНЕ АКЦІОНЕТРЕ ТОВАРИСТВО ФАРМАЦЕВТИЧНА ФАБРИКА "ВІОЛА"  (англ. Viola, дослівно Віола Запоріжжя) — українська фармацевтична фабрика. 

## Історія
Робота фабрики розпочалась 11 січня 1945 року (за частиною джерел — у 1944), коли будівлю на вул. Кірова 75 було передано в користування Запорізькому обласному аптекоуправлінню для створення та розміщення аптечного складу, аптекоуправління і фармацевтичної фабрики.
У 1993 році Запорізьку фармацевтичну фабрику було реорганізовано в ЗАТ «Фармацевтична фабрика "Віола"», а у 2011 р. — у ПрАТ ФФ "Віола".
У 2002 році після зміни власників підприємства розпочалось технічне переоснащення виробничих потужностей відповідно до  міжнародних вимог належної виробничої практики (GMP). У 2004 році введено в дію цех із виробництва м'яких лікарських форм після низки капітальних ремонтів та технічного переоснащення. У 2005 році введено в дію переобладнаний цех фасування лікарських засобів та дільницю приготування сиропів і розчинів, у цьому ж році відкрито лабораторію фізико-хімічного аналізу відділу контролю якості.
У подальші роки продовжувалося технічне переозброєння виробничих цехів та лабораторій сучасними технологіями виробництва і контролю якості лікарських засобів.
На 2019 рік асортимент продукції, що випускається, охоплює практично всі фармакотерапевтичні групи та представлений більш ніж 200 найменуваннями готових лікарських засобів у різних лікарських формах: настойки, рідкі екстракти, спиртові та водні розчини, мазі, пасти, лініменти, сиропи, порошки, дозована лікарська рослинна сировина.

## Якість
Відповідно до вимог фармацевтичної системи якості та належних практик з виробництва, доклінічних і клінічних досліджень, дистрибуції та реалізації лікарських засобів (GLP, GCP, GDP, GPP) якість препарату закладається на етапі фармацевтичної розробки, забезпечується на етапі виробництва і гарантується протягом всього терміну придатності і життєвого циклу препарату.
У зв’язку з цим, одним з основних критеріїв якості лікарського препарату є його мікробіологічна чистота, тому що допустима присутність мінімальної кількості непатогенних мікроорганізмів і відсутність патогенної мікрофлори гарантує стабільність препарату протягом всього терміну придатності за умови дотримань умов його зберігання, визначених на етапі розробки і зазначених на упаковці.
І навпаки, мікробіологічне забруднення лікарського препарату призводить до погіршення його якісних характеристик під впливом продуктів життєдіяльності мікрофлори: лікарська форма стає нестабільною, діючі речовини руйнуються, їх кількісний вміст зменшується, відбувається неконтрольоване накопичення небажаних домішок, що в кінцевому підсумку призводить до зниження або навіть відсутності терапевтичної ефективності, а іноді і до того, що препарат стає небезпечним для медичного застосування. При цьому самостійно виявити таку небезпеку ні лікар, ні фармацевт, ні пацієнт не в змозі без проведення повного аналізу якості препарату в спеціалізованих фізико-хімічних і мікробіологічних лабораторіях.
Саме тому забезпечення якості лікарських засобів неможливо без дотримання вимог належної виробничої практики, де враховуються всі ризики, які так чи інакше впливають на якість кожної одиниці випущеної продукції, особливо на їх мікробіологічну чистоту.
ПРИВАТНЕ АКЦІОНЕТРЕ ТОВАРИСТВО ФАРМАЦЕВТИЧНА ФАБРИКА "ВІОЛА"  розробили  і впровадили інтегровану систему управління якістю, сертифіковану згідно з вимогами міжнародних стандартів ISO 9001:2015, ISO 13485:2016 для медичних виробів та ISO 22000:2018 для дієтичних добавок (НАССР).

## Лабораторії
Проведення достовірного фізико-хімічного та мікробіологічного контролю якості неможливо без наявності відповідних лабораторних приміщень, сучасного лабораторного обладнання, документації і компетентного персоналу.
Саме тому пріоритетними завданнями в розвитку ПрАТ ФФ «Віола» на 2014-2016 рр. стала реконструкція частини будівлі фабрики з метою створення нової мікробіологічної лабораторії та розширення діючої фізико-хімічної лабораторії відділу контролю якості, а також модернізація їх матеріально-технічної бази для можливості реалізації сучасних мікробіологічних і хроматографічних методів аналізу лікарських засобів відповідно до вимог Державної Фармакопеї України.
Планування, конструктивні елементи і оснащення лабораторних приміщень виконані з дотриманням всіх законодавчих вимог щодо проектування та будівництва такого роду лабораторій, в тому числі галузевих вимог Настанови СТ-Н МОЗ України 42-4.0:2020 «Лікарські засоби. Належна виробнича практика ». [Архівовано 25 лютого 2022 у Wayback Machine.]
Стельові конструкції змонтовані за модульною системою. Двері забезпечені оглядовим вікном, а для відкривання дверей використані кнопкові безконтактні вимикачі, встановлювані на стіні по ходу руху персоналу, забезпечуючи стерильність рук персоналу. Матеріали, з яких виготовлені стінові панелі, стельові конструкції і двері мікробіологічної лабораторії міцні, не вбирають вологу, стійкі до хімічного і механічного впливу, є нетоксичними, мають антистатичні і антибактеріальні властивості поверхонь.
Зібрані стельові конструкції, передавальні шлюзи, двері і підлогове покриття мають гомогенну гладку й рівну поверхню, що забезпечує мінімізацію можливості накопичення забруднень, легке очищення та дезінфекцію.
Для підготовки повітря в чистих приміщеннях лабораторії встановлена система припливно-витяжної вентиляції польського виробництва і компресорно-конденсаторний блок виробництва США.
Лабораторні меблі, що відповідають певним санітарно-гігієнічним та ергономічним вимогам, вироблені з високоякісних матеріалів з застосуванням спеціальних покриттів, стійких до дії хімічних реагентів і багаторазової санітарної обработкі. Одною з головних умов дотримання фармакопейних вимог до проведення аналізу лікарських засобів є наявність сучасного лабораторного обладнання, що пройшло метрологічну атестацію і / або внутрішню процедуру кваліфікації (IQ / OQ). Крім того, при проведенні фізико-хімічного та мікробіологічного аналізу повинні використовуватися тільки високоякісні сертифіковані матеріали (лабораторний посуд класу А, реактиви, розчинники, фармакопейні стандартні зразки і штами мікроорганізмів, що відповідають вимогам Державної Фармакопеї України).